# Ведучи (курорт)
Ведучи — горнолыжный курорт в Чечне.

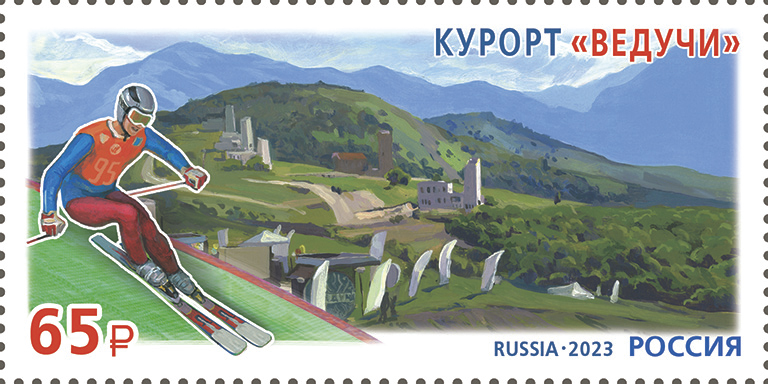
Почтовая марка Курорт Ведучи

## Описание
Курорт располагается в 80 км от Грозного, близ одноимённого села, в высокогорной части Итум-Калинского района. Главным инвестором проекта был известный чеченский предприниматель Руслан Байсаров. В строительство было вложено около 15 млрд рублей. Курорт открылся в сезоне 2017—2018 годов.
Лыжный сезон на курорте продолжается с ноября по апрель. Курорт расположен близ Аргунского ущелья на северном склоне горы Данедук. Площадь курорта составляет более 1100 гектар. Максимальная высота трасс составляет 3 тысячи метров, а перепад высот — 2 тысячи метров (один из самых больших перепадов в России). Имеется 19 горнолыжных трасс всех уровней сложности, общая протяжённость которых составляет 46 км. Самая протяжённая трасса имеет длину более 5 км. Также предусмотрены возможности летнего отдыха.
В зимнее время будут функционировать открытые катки, открытый бассейн с подогревом, детский зимний городок, трассы для беговых лыж, сноуборд-парк, прокат лыжного снаряжения и снегоходов. В состав комплекса входит вертолётная площадка. Имеется возможность совершения конных поездок по местным достопримечательностям: Цой-Педе, краеведческий музей имени Х. Исаева, замковый комплекс Пхакоч.
Курорт способен принимать до 4800 человек в день. Посетителей обслуживают 8 канатных дорог и 4 бэби-лифта. Открыт отель вместимостью более 500 человек. Здания курорта выполнены в стиле традиционной архитектуры чеченских башен.

## Инфраструктура
Гостиничная инфраструктура представлена отелем «Эдельвейс» на 86 номеров и 216 мест размещения и современной туристической базой на восемь комфортабельных двухместных номеров и хостеле эконом-класса на 40 мест размещения. Для туристов открыты ресторан на 100 мест, лобби- и караоке-бары, развлекательно-оздоровительная зона с бассейном, сауной и хамам.

## История реализации проекта

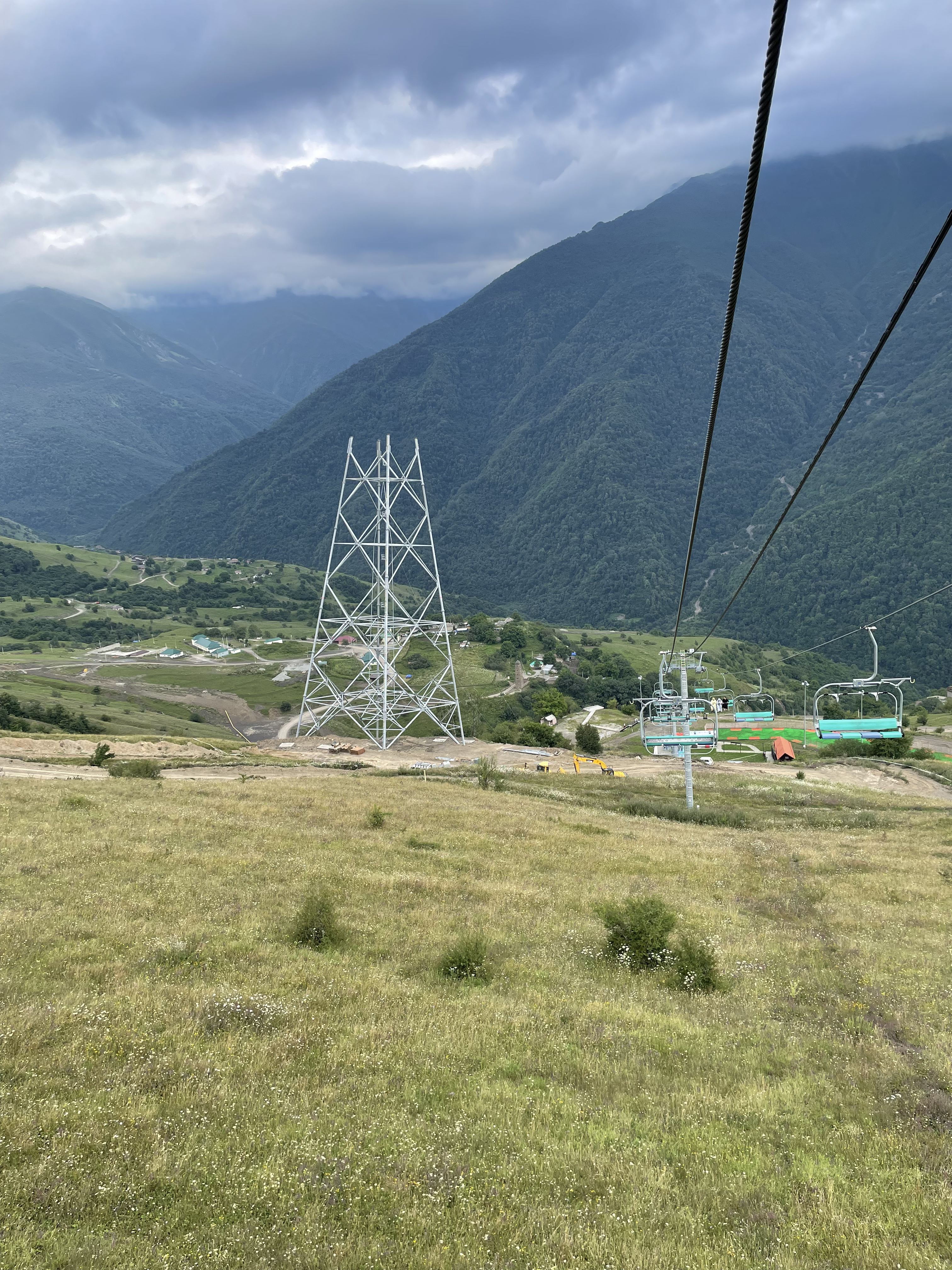
Ведучи летом. На фото строительство нового фуникулера к горе Кистойлам (дата сдачи 2025)

- 2014—2016 — утверждение проекта планировки территории, плана обустройства и материально-технического оснащения курорта, в число которых входит строительство 102 объектов горнолыжной, инженерной и иной инфраструктуры. В рамках нулевого этапа построено 11 объектов горнолыжной и инженерно-технической инфраструктуры.
- 2017—2018 — строительство кресельной канатной дороги общей протяжённостью 836 м и прокладка горнолыжной трассы длиной 967 м. Строительство мест размещения и сервис-центра. Ввод курорта в эксплуатацию.
- 2019 — летом запущен прокат квадроциклов и горных велосипедов, экскурсионное бюро, а также разработан познавательный маршрут «В поисках Эдельвейса». В экскурсионном режиме работала кресельная канатная дорога. Кроме того, был открыт байк-парк для горных велосипедов с двумя трассами «зелёной» и «синей» категории сложности и тренировочная зона.
- 2020 — открыта самая длинная в мире зона для всесезонного катания, построены канатная дорога (3S) протяжённостью 4300 м от сервис-центра на территории жилой зоны к отметке 2100 м и места размещения разного уровня комфортности.

## Инвестиции
Курорт «Ведучи», наряду с другими курортами с составе туристического кластера в Северо-Кавказском федеральном округе, реализуется на принципах государственно-частного партнёрства. По данным на конец 2018 года в особых экономических зонах в составе Северо-Кавказского туристического кластера работают 32 компании-резидента. Помимо ООО «Ведучи», резидентами курорта в 2020 году стали компании «Пик» и «Вершина». Они намерены создать на территории курорта туристическую базу, гостиничной комплекс и организовать прокат горнолыжного инвентаря. Суммарный объём запланированных инвестиций составляет 420 млн рублей.